# Колліо
Колліо (італ. Collio) — муніципалітет в Італії, у регіоні Ломбардія, провінція Брешія.
Колліо розташоване на відстані близько 470 км на північ від Рима, 100 км на північний схід від Мілана, 34 км на північ від Брешії.
Населення — 2128 осіб (2014).

## Демографія
Населення за роками:

Станом на 1 січня 2023 року в муніципалітеті офіційно проживало 99 іноземців з 23 країн, серед них 24 громадяни країн Євросоюзу та 6 громадян України.

## Сусідні муніципалітети
- Баголіно
- Б'єнно
- Бовеньо
- Лавеноне
- Марментіно
- Пертіка-Альта
- Пертіка-Басса

## Міста-побратими
- Кастрореале, Італія
- Гоннеза, Італія